# Тарас Шевченко у пам'яті поколінь
Тарас Шевченко у пам'яті поколінь — книга про більш ніж про генія українського народу Тараса Григоровича Шевченка охоплює його творчість, а також пошанування його як в Україні, так і в світі. Презентації книги відбулися в Тернополі, Києві, Каневі та Черкасах.

## Редакційна рада
- Сергій Квіт — міністр освіти і науки України.
- Михайло Андрейчин — академік, голова Тернопільського осередку наукового товариства імені Шевченка.
- Петро Іванишин — доктор філологічних наук.
- Микола Ротман — голова Тернопільської обласної організації Національної спілки журналістів України.
- Богдан Гарасимчук — виконавчий секретар Тернопільської обласної організації Національної спілки журналістів України
- Ігор Дуда — директор Тернопільського обласного художнього музею.
- Володимир Слюзар — член Тернопільської обласної організації НСЖУ.
- Віктор Уніят — історик-краєзнавець.
- Юрій Ковальков — філателіст-краєзнавець.
- Роман Руснак — юрист Тернопільської обласної організації НСЖУ.
- Євген Філь — олова благодійного фонду «Цвіт вишиванки».
- Олександр Гуцалов — дизайнер[1].